# Jordan Sierra
Jordan Steeven Sierra Flores (Manta, 23 aprile 1997) è un calciatore ecuadoriano, difensore del Mazatlán.

## Caratteristiche tecniche
È un difensore centrale che può giocare anche da mediano.

## Carriera

### Club
Ha giocato nella prima divisione ecuadoriana ed in quella messicana.

### Nazionale
Con la nazionale Under-20 ecuadoriana ha preso parte al campionato sudamericano del 2017 ed al Mondiale del 2017.
Il 23 febbraio 2017 ha esordito con la nazionale maggiore in occasione dell'amichevole vinta 3-1 contro l'Honduras.